# Ezelvlees

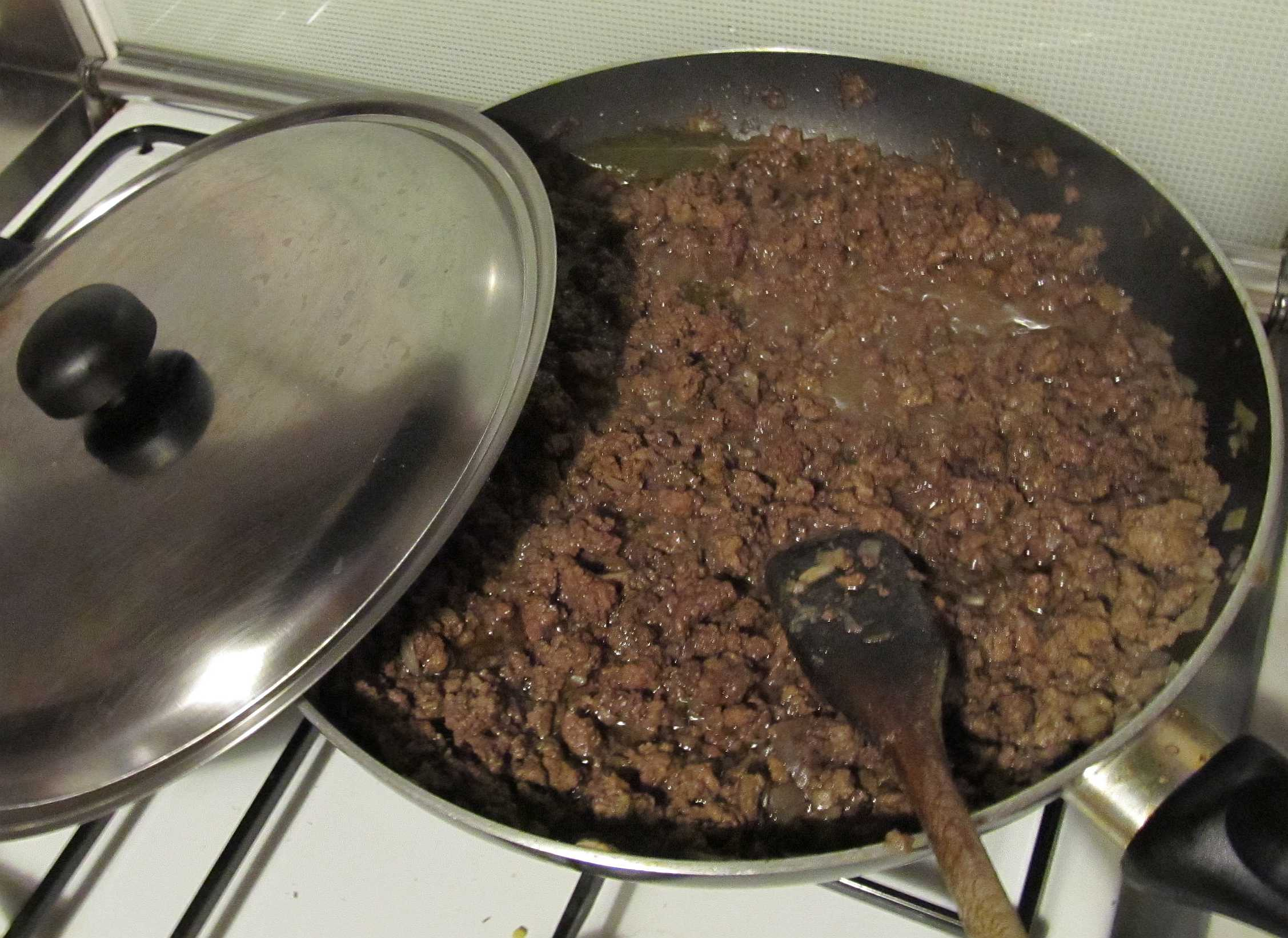
Tapulon, een Italiaans streekgerecht uit Borgomanero bereid met ezelvlees

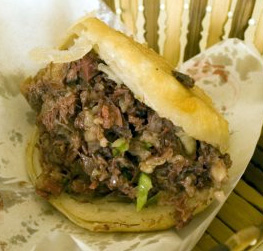
Ezelsandwich, een specialiteit uit Baoding en Hejiang in China

Ezelvlees of ezelsvlees is het vlees dat ontstaat bij het slachten van een ezel.

## Productie en consumptie
Landen die het meeste ezelvlees produceren zijn de Volksrepubliek China, Burkina Faso, Senegal, Nigeria, Mauritanië en Spanje. In vergelijking met paardenvlees wordt ezelvlees aanzienlijk minder gegeten. Landen waar het nuttigen van ezelvlees het populairst is, zijn China (een belangrijke importeur), Italië en enkele Latijns-Amerikaanse landen, waaronder Mexico. In West-Afrika worden ezels meestal gegeten wanneer hun tijd als lastdier voorbij is, waarna het vlees wordt gedroogd en gerookt. In Frankrijk is de consumptie van ezelvlees sinds de Tweede Wereldoorlog sterk afgenomen. In de Provence wordt het vlees echter nog steeds verwerkt in vleeswaren, evenals in Hongarije, Polen en Rusland. In Groot-Brittannië wordt de consumptie van ezelvlees verhinderd door hetzelfde taboe als op het eten van paardenvlees.
Het eten van ezelvlees is verboden voor aanhangers van het jodendom en de islam.

## Kenmerken
Ezelvlees lijkt op paardenvlees, het heeft een donkerrode kleur en wordt dooraderd met gele vetstrepen. Een portie van 100 gram ezelvlees bevat 116 kilocalorieën, 3,1% vet, 20,7% eiwitten. Het vlees is koolhydraatvrij.

## Bereiding
Ezelvlees kan vers genuttigd worden of worden verwerkt in vleeswaren. Vers ezelvlees wordt gebraden of gebruikt voor stoofpot, zoals de Noord-Italiaanse stufato d'asino en tapulon. In China is er straatvoedsel dat bestaat uit een sandwich met ezelvlees genaamd lourou huoshao (donkey burger in het Engels). Vleeswaren van ezelvlees zijn onder andere salame di asino in Italië, saucisson d'Arles (vroeger ezel- en varkensvlees, thans vaak rund- en varkensvlees) in de Provence, ezelsalami in Hongarije en de salceson in Polen.